# McConnico
McConnico es un lugar designado por el censo ubicado en el condado de Mohave en el estado estadounidense de Arizona. En el Censo de 2010 tenía una población de 70 habitantes y una densidad poblacional de 4,12 personas por km².

## Geografía
McConnico se encuentra ubicado en las coordenadas 35°9′49″N 114°5′23″O / 35.16361, -114.08972. Según la Oficina del Censo de los Estados Unidos, McConnico tiene una superficie total de 17 km², de la cual 17 km² corresponden a tierra firme y (0%) 0 km² es agua.

## Demografía
Según el censo de 2010, había 70 personas residiendo en McConnico. La densidad de población era de 4,12 hab./km². De los 70 habitantes, McConnico estaba compuesto por el 94.29% blancos, el 0% eran afroamericanos, el 2.86% eran amerindios, el 0% eran asiáticos, el 0% eran isleños del Pacífico, el 1.43% eran de otras razas y el 1.43% pertenecían a dos o más razas. Del total de la población el 4.29% eran hispanos o latinos de cualquier raza.